# Club Atlético Boca Juniors 2016-2017
Questa voce raccoglie le informazioni riguardanti il Boca Juniors nelle competizioni ufficiali della stagione 2016-2017.

## Maglie e sponsor
Il fornitore tecnico per la stagione 2016-2017 è Nike, mentre lo sponsor ufficiale è BBVA.
| 1ª divisa | 2ª divisa |

## Organigramma societario
Commissione direttiva
- Presidente: Daniel Angelici
- Vice presidente: Rodolfo Ferrari, Horacio Paolini, Dario Richarte
- Segretario generale: Christian Gribaudo
- Vice segretario generale: Carlo Aguas
- Sindaco: Pedro Orgambide
- Tesoriere: Mathias Ahumada
- Vice tesoriere: Diego Lajst

Commissione fiscale
- Presidente: Jorge Miguel Mayora
- Segretario: Murat Nakas

Tribunale disciplinare
- Presidente: Oscar Antonio Ciruzzi
- Segretario: Candido Jorge Vidales

Area tecnica
- Allenatore: Guillermo Barros Schelotto
- Aiutanti di campo: Gustavo Barros Schelotto, Ariel Pereyra
- Preparatore dei portieri: Juan José Romero
- Preparatore atletico: Javier Valdecantos
- Vice preparatore atletico: Pablo Matallanas

Area medica
- Medici: Jorge Batista, Pablo Ortega Gallo, Gerardo Godoy
- Fisioterapisti: Leonardo Betchakian, Sergio Brozzi
- Psicologa: Mara Villoslada
- Massaggiatori: Carlos Cappella, Pablo Rodríguez
- Collaboratori: Cristian Ale Salem, Mario Benetti, Ariel Critelli

## Rosa
| N. |                      | Ruolo | Calciatore               |
| -- | -------------------- | ----- | ------------------------ |
| 1  | Argentina (bandiera) | P     | Guillermo Sara           |
| 2  | Argentina (bandiera) | D     | Fernando Tobio           |
| 3  | Argentina (bandiera) | D     | Jonathan Silva           |
| 4  | Argentina (bandiera) | D     | Gino Peruzzi             |
| 5  | Argentina (bandiera) | C     | Fernando Gago (capitano) |
| 6  | Argentina (bandiera) | D     | Lisandro Magallán        |
| 7  | Argentina (bandiera) | A     | Cristian Pavón           |
| 8  | Argentina (bandiera) | C     | Pablo Pérez              |
| 9  | Argentina (bandiera) | A     | Darío Benedetto          |
| 10 | Argentina (bandiera) | A     | Carlos Tévez             |
| 12 | Argentina (bandiera) | P     | Agustín Rossi            |
| 14 | Colombia (bandiera)  | C     | Sebastián Pérez          |
| 15 | Argentina (bandiera) | C     | Fernando Zuqui           |
| 16 | Colombia (bandiera)  | C     | Wílmar Barrios           |
| 17 | Argentina (bandiera) | A     | Nazareno Solís           |
| 19 | Argentina (bandiera) | A     | Walter Bou               |
| 20 | Argentina (bandiera) | C     | Gonzalo Maroni           |
| 20 | Argentina (bandiera) | C     | Adrián Cubas             |
| 22 | Argentina (bandiera) | C     | Gonzalo Castellani       |
| 22 | Argentina (bandiera) | A     | Oscar Benítez            |

| N. |                      | Ruolo | Calciatore         |
| -- | -------------------- | ----- | ------------------ |
| 23 | Argentina (bandiera) | P     | Ramiro Martínez    |
| 24 | Colombia (bandiera)  | D     | Frank Fabra        |
| 25 | Argentina (bandiera) | D     | Juan Insaurralde   |
| 26 | Argentina (bandiera) | A     | Ricardo Centurión  |
| 27 | Argentina (bandiera) | D     | Santiago Vergini   |
| 28 | Argentina (bandiera) | P     | Axel Werner        |
| 29 | Argentina (bandiera) | C     | Leonardo Jara      |
| 30 | Uruguay (bandiera)   | C     | Rodrigo Bentancur  |
| 35 | Argentina (bandiera) | D     | Nahuel Molina      |
| 40 | Argentina (bandiera) | C     | Julián Chicco      |
|    | Argentina (bandiera) | P     | Bruno Galván       |
|    | Argentina (bandiera) | C     | César Meli         |
|    | Argentina (bandiera) | A     | Federico Carrizo   |
|    | Argentina (bandiera) | C     | Nicolás Colazo     |
|    | Argentina (bandiera) | D     | Leandro Marín      |
|    | Argentina (bandiera) | P     | Agustín Orión      |
|    | Argentina (bandiera) | D     | Daniel Díaz        |
|    | Argentina (bandiera) | C     | Nicolás Lodeiro    |
|    | Argentina (bandiera) | C     | Sebastián Palacios |

## Calciomercato

### Sessione estiva
| Acquisti | Acquisti            | Acquisti           | Acquisti                   |
| R.       | Nome                | da                 | Modalità                   |
| -------- | ------------------- | ------------------ | -------------------------- |
| A        | Fernando Zuqui      | Godoy Cruz         | definitivo (2,7 milioni €) |
| A        | Darío Benedetto     | Club América       | definitivo (4,4 milioni €) |
| A        | Walter Bou          |                    | svincolato                 |
| D        | Santiago Vergini    | Sunderland         | definitivo (900000 €)      |
| A        | Nazareno Solís      |                    | svincolato                 |
| C        | Wílmar Barrios      | Deportes Tolima    | definitivo (2,6 milioni €) |
| C        | Sebastián Pérez     | Atlético Nacional  | definitivo (2,5 milioni €) |
| C        | Cristian Álvarez    | Palestino          | fine prestito              |
| D        | Juan Komar          | Talleres (C)       | fine prestito              |
| C        | Gonzalo Castellani  | Lanús              | fine prestito              |
| C        | Franco Cristaldo    | Elche              | fine prestito              |
| D        | Leandro Marín       | Tigre              | fine prestito              |
| C        | Guillermo Fernández | Godoy Cruz         | fine prestito              |
| C        | Joel Acosta         | Pescara            | fine prestito              |
| D        | Lisandro Magallán   | Defensa y Justicia | fine prestito              |
| A        | Ricardo Centurión   | San Paolo          | prestito                   |
| D        | Fernando Tobio      | Palmeiras          | prestito                   |
| P        | Axel Werner         | Atlético Madrid    | prestito                   |

| Cessioni | Cessioni            | Cessioni           | Cessioni                    |
| R.       | Nome                | a                  | Modalità                    |
| -------- | ------------------- | ------------------ | --------------------------- |
| C        | Guillermo Fernández | Godoy Cruz         | definitivo (1,35 milioni €) |
| D        | Juan Komar          | Talleres (C)       | definitivo (675000 €)       |
| C        | Cristian Erbes      |                    | svincolato                  |
| C        | Nicolás Lodeiro     | Seattle Sounders   | definitivo (5,46 milioni €) |
| A        | Sebastián Palacios  | Talleres (C)       | definitivo (1,8 milioni €)  |
| D        | Daniel Díaz         |                    | svincolato                  |
| P        | Agustín Orión       | Racing Club        | definitivo                  |
| D        | Alexis Rolín        | Catania            | fine prestito               |
| D        | Fernando Tobio      | Palmeiras          | fine prestito               |
| A        | Nicolás Benegas     | Gimnasia (LP)      | fine prestito               |
| D        | Christian Moreno    | Defensa y Justicia | prestito                    |
| A        | Andrés Chávez       | San Paolo          | prestito                    |
| C        | César Meli          | Sporting Lisbona   | prestito                    |
| C        | Franco Cristaldo    | Rayo Vallecano     | prestito                    |

### Sessione invernale
| Acquisti | Acquisti      | Acquisti         | Acquisti                   |
| R.       | Nome          | da               | Modalità                   |
| -------- | ------------- | ---------------- | -------------------------- |
| P        | Agustín Rossi | Estudiantes (LP) | definitivo (1,3 milioni €) |
| A        | Oscar Benítez | Benfica          | prestito                   |

| Cessioni | Cessioni           | Cessioni           | Cessioni                   |
| R.       | Nome               | da                 | Modalità                   |
| -------- | ------------------ | ------------------ | -------------------------- |
| P        | Bruno Galván       |                    | svincolato                 |
| A        | Carlos Tévez       | Shanghai Shenhua   | definitivo (11 milioni €)  |
| C        | César Meli         | Racing Club        | definitivo (1,1 milioni €) |
| A        | Federico Carrizo   | Rosario Central    | definitivo (800000 €)      |
| C        | Nicolás Colazo     | Melbourne City     | prestito                   |
| D        | Leandro Marín      | Arsenal Sarandí    | prestito                   |
| C        | Gonzalo Castellani | Defensa y Justicia | prestito                   |
| C        | Adrián Cubas       | Pescara            | prestito                   |

## Risultati

### Primera División
| Arbitro: | Abal |

|            |           |  |
| Acosta 67’ | Marcatori |  |

| Arbitro: | Delfino |

|                                 |           |  |
| Tevez 33’ Pavón 45+2’ Fabra 84’ | Marcatori |  |

| Arbitro: | Loustau |

|            |           |             |
| Correa 83’ | Marcatori | 72’ Peruzzi |

| Arbitro: | Pitana |

|                                |           |              |
| Benedetto 7’ 17’ 25’ Centurión | Marcatori | 13’ Da Campo |

| Arbitro: | Beligoy |

|            |           |                 |
| Morales 3’ | Marcatori | 81’ Insaurralde |

| Arbitro: | Echenique |

|                         |           |  |
| Centurión 33’ Bou 90+4’ | Marcatori |  |

| Arbitro: | Abal |

|                           |           |              |
| Zampedri 44’ Menéndez 70’ | Marcatori | 4’ 47’ Pavón |

| Arbitro: | Laverni |

|                                                 |           |  |
| Peruzzi 9’ Pavón 10’ Aguirre 24’ (aut.) Bou 66’ | Marcatori |  |

| Arbitro: | Baliño |

|  |           |                             |
|  | Marcatori | 32’ 36’ Benedetto 43’ Pavón |

| Arbitro: | Herrera |

|               |           |               |
| Benedetto 11’ | Marcatori | 17’ Gutiérrez |

| Arbitro: | Espinoza |

|                 |           |                       |
| Belluschi 45+3’ | Marcatori | 21’ Benedetto 26’ Bou |

| Arbitro: | Loustau |

|                                        |           |               |
| Insúa 24’ (aut.) Bou 41’ 47’ Tevez 80’ | Marcatori | 50’ 74’ López |

| Arbitro: | Abal |

|                        |           |                                       |
| Driussi 34’ Alario 40’ | Marcatori | 14’ Bou 62’ 81’ Tevez 90+4’ Centurión |

| Arbitro: | Laverni |

|                                       |           |                |
| Centurión 10’ 61’ Tevez 30’ Pavón 78’ | Marcatori | 23’ Leguizamón |

| Arbitro: | Herrera |

|  |           |                   |
|  | Marcatori | 16’ 64’ Benedetto |

| Arbitro: | Penel |

|             |           |                         |
| Benítez 25’ | Marcatori | 45+1’ Ramis 82’ Reynoso |

| Arbitro: | Espinoza |

|            |           |                         |
| Dening 88’ | Marcatori | 27’ Pavón 56’ Centurión |

| Arbitro: | Pompei |

|               |           |  |
| Benedetto 72’ | Marcatori |  |

| Arbitro: | Loustau |

|            |           |                                     |
| Romero 83’ | Marcatori | 25’ Benedetto 54’ Peruzzi 85’ Pavón |

| Arbitro: | Delfino |

|                 |           |            |
| Benedetto 45+1’ | Marcatori | 90+1’ Arce |

| Rafaela 23 aprile 2017, ore 20:15 UTC-3 21ª giornata | Atlético Rafaela | 0 – 0 referto | Boca Juniors | Nuevo Monumental\| Arbitro: \| Tello \| |
| Arbitro:                                             | Tello            |               |              |                                         |

| Arbitro: | Herrera |

|                             |           |  |
| Benedetto 4’ 26’ Maroni 61’ | Marcatori |  |

| La Plata 7 maggio 2017, ore 00:15 UTC-3 23ª giornata | Estudiantes (LP) | 0 – 0 referto | Boca Juniors | Estadio Ciudad de La Plata\| Arbitro: \| Trucco \| |
| Arbitro:                                             | Trucco           |               |              |                                                    |

| Arbitro: | Loustau |

|            |           |                                       |
| Gago 45+3’ | Marcatori | 15’ Martínez 24’ Alario 90+1’ Driussi |

| Arbitro: | Delfino |

|               |           |  |
| Benedetto 28’ | Marcatori |  |

| Arbitro: | Herrera |

|                     |           |               |
| Romero 90+6’ (rig.) | Marcatori | 75’ Benedetto |

| Arbitro: | Rapallini |

|                                      |           |               |
| Benedetto 29’ (rig.) 75’ Benítez 45’ | Marcatori | 75’ Benedetto |

| Arbitro: | Loustau |

|  |           |                                                   |
|  | Marcatori | 39’ Pavón 41’ Centurión 77’ (rig.) Gago 84’ Silva |

| Arbitro: | Beligoy |

|                                |           |                             |
| Magallán 62’ (aut.) Cabral 75’ | Marcatori | 42’ Centurión 43’ Benedetto |

| Arbitro: | Vigliano |

|                   |           |           |
| Benedetto 12’ 49’ | Marcatori | 59’ Blasi |

### Coppa Argentina
| Arbitro: | Beligoy |

|                                        |           |  |
| Pavón 1’ 13’ Insaurralde 23’ Pérez 88’ | Marcatori |  |

| Arbitro: | Trucco |

|            |           |                         |
| Michel 71’ | Marcatori | 18’ Benedetto 78’ Pavón |

| Arbitro: | Herrera |

|                                     |                      |                               |
| Martínez 4’ Braghieri 59’           | Marcatori            | 50’ 65’ Tevez                 |
| Martínez Pasquini Braghieri Marcone | Tiri di rigore 2 – 4 | Tevez Pavón Benedetto Vergini |

| Arbitro: | Loustau |

|                           |           |                 |
| Fernández 37’ Herrera 42’ | Marcatori | 90+5’ Benedetto |

## Statistiche
Statistiche aggiornate al 30 giugno 2017.

### Statistiche di squadra
| Competizione     | Punti | In casa | In casa | In casa | In casa | In casa | In casa | In trasferta | In trasferta | In trasferta | In trasferta | In trasferta | In trasferta | Totale | Totale | Totale | Totale | Totale | Totale | DR  |
| Competizione     | Punti | G       | V       | N       | P       | Gf      | Gs      | G            | V            | N            | P            | Gf           | Gs           | G      | V      | N      | P      | Gf     | Gs     | DR  |
| ---------------- | ----- | ------- | ------- | ------- | ------- | ------- | ------- | ------------ | ------------ | ------------ | ------------ | ------------ | ------------ | ------ | ------ | ------ | ------ | ------ | ------ | --- |
| Primera División | 63    | 15      | 11      | 2       | 2       | 37      | 12      | 15           | 7            | 7            | 1            | 26           | 13           | 30     | 18     | 9      | 3      | 62     | 25     | +37 |
| Copa Argentina   | -     | 1       | 1       | 0       | 0       | 4       | 0       | 3            | 1            | 2            | 1            | 5            | 5            | 4      | 2      | 1      | 1      | 9      | 5      | +4  |
| Totale           | -     | 16      | 12      | 2       | 2       | 41      | 12      | 18           | 8            | 9            | 2            | 31           | 18           | 34     | 20     | 10     | 4      | 71     | 30     | +41 |

### Andamento in campionato
| Giornata  | 1  | 2  | 3  | 4 | 5 | 6 | 7 | 8 | 9 | 10 | 11 | 12 | 13 | 14 | 15 | 16 | 17 | 18 | 19 | 20 | 21 | 22 | 23 | 24 | 25 | 26 | 27 | 28 | 29 | 30 |
| --------- | -- | -- | -- | - | - | - | - | - | - | -- | -- | -- | -- | -- | -- | -- | -- | -- | -- | -- | -- | -- | -- | -- | -- | -- | -- | -- | -- | -- |
| Luogo     | T  | C  | T  | C | T | C | T | C | T | C  | T  | C  | T  | C  | T  | C  | T  | C  | T  | C  | T  | C  | T  | C  | C  | T  | C  | T  | T  | C  |
| Risultato | P  | V  | N  | V | N | V | N | V | V | N  | V  | V  | V  | V  | V  | P  | V  | V  | V  | N  | N  | V  | N  | P  | V  | N  | V  | V  | N  | V  |
| Posizione | 19 | 12 | 12 | 8 | 8 | 4 | 7 | 3 | 2 | 4  | 3  | 2  | 1  | 1  | 1  | 1  | 1  | 1  | 1  | 1  | 1  | 1  | 1  | 1  | 1  | 1  | 1  | 1  | 1  | 1  |

Fonte:  Primera División 2016/2017, su calcio.com.
Legenda:

Luogo: C = Casa; T = Trasferta. Risultato: V = Vittoria; N = Pareggio; P = Sconfitta.

### Statistiche dei giocatori
Sono in corsivo i calciatori che hanno lasciato la società a stagione in corso.
| Giocatore      | Primera División | Primera División | Primera División | Primera División | Copa Argentina | Copa Argentina | Copa Argentina | Copa Argentina | Totale   | Totale | Totale      | Totale     |
| Giocatore      | Presenze         | Reti             | Ammonizioni      | Espulsioni       | Presenze       | Reti           | Ammonizioni    | Espulsioni     | Presenze | Reti   | Ammonizioni | Espulsioni |
| -------------- | ---------------- | ---------------- | ---------------- | ---------------- | -------------- | -------------- | -------------- | -------------- | -------- | ------ | ----------- | ---------- |
| W. Barrios     | 19               | 0                | 3                | 0                | 1              | 0              | 0              | 0              | 20       | 0      | 3           | 0          |
| R. Bentancur   | 22               | 0                | 3                | 0                | 3              | 0              | 0              | 0              | 25       | 0      | 3           | 0          |
| D. Benedetto   | 25               | 21               | 4                | 0                | 3              | 2              | 0              | 0              | 28       | 23     | 4           | 0          |
| O. Benítez     | 9                | 2                | 1                | 0                | -              | -              | -              | -              | 9        | 2      | 1           | 0          |
| W. Bou         | 25               | 6                | 0                | 0                | 1              | 0              | 0              | 0              | 26       | 6      | 0           | 0          |
| F. Carrizo     | 2                | 0                | 0                | 0                | 2              | 0              | 0              | 0              | 4        | 0      | 0           | 0          |
| G. Castellani  | 1                | 0                | 0                | 0                | 0              | 0              | 0              | 0              | 1        | 0      | 0           | 0          |
| R. Centurión   | 22               | 8                | 1                | 1                | 2              | 0              | 0              | 0              | 24       | 8      | 1           | 1          |
| A. Cubas       | 3                | 0                | 0                | 0                | 2              | 0              | 0              | 0              | 5        | 0      | 0           | 0          |
| D. Díaz        | -                | -                | -                | -                | 1              | 0              | 0              | 0              | 1        | 0      | 0           | 0          |
| F. Fabra       | 19               | 1                | 4                | 0                | 2              | 0              | 0              | 0              | 21       | 1      | 4           | 0          |
| F. Gago        | 16               | 2                | 4                | 0                | -              | -              | -              | -              | 16       | 2      | 4           | 0          |
| J. Insaurralde | 19               | 1                | 4                | 0                | 3              | 1              | 0              | 0              | 22       | 2      | 4           | 0          |
| L. Jara        | 16               | 0                | 2                | 0                | 3              | 0              | 0              | 0              | 19       | 0      | 2           | 0          |
| N. Lodeiro     | -                | -                | -                | -                | 1              | 0              | 0              | 0              | 1        | 0      | 0           | 0          |
| L. Magallán    | 6                | 1                | 1                | 0                | 0              | 0              | 0              | 0              | 6        | 1      | 1           | 0          |
| R. Martínez    | 0                | 0                | 0                | 0                | -              | -              | -              | -              | 0        | 0      | 0           | 0          |
| G. Maroni      | 2                | 1                | 0                | 0                | -              | -              | -              | -              | 2        | 1      | 0           | 0          |
| A. Orión       | -                | -                | -                | -                | 1              | 0              | 0              | 0              | 1        | 0      | 0           | 0          |
| C. Pavón       | 30               | 9                | 2                | 0                | 4              | 3              | 1              | 0              | 34       | 12     | 3           | 0          |
| S. Palacios    | -                | -                | -                | -                | 0              | 0              | 0              | 0              | 0        | 0      | 0           | 0          |
| P. Pérez       | 28               | 0                | 9                | 0                | 4              | 1              | 2              | 0              | 32       | 1      | 11          | 0          |
| S. Pérez       | 12               | 0                | 2                | 1                | 0              | 0              | 0              | 0              | 12       | 0      | 2           | 1          |
| G. Peruzzi     | 26               | 3                | 6                | 0                | 4              | 0              | 1              | 0              | 30       | 3      | 7           | 0          |
| A. Rossi       | 16               | -11              | 1                | 0                | -              | -              | -              | -              | 16       | -11    | 1           | 0          |
| G. Sara        | 12               | -10              | 1                | 0                | 3              | -5             | 0              | 0              | 15       | -15    | 1           | 0          |
| J. Silva       | 13               | 1                | 1                | 0                | 2              | 0              | 1              | 0              | 15       | 1      | 2           | 0          |
| N. Solís       | 4                | 0                | 0                | 0                | -              | -              | -              | -              | 4        | 0      | 0           | 0          |
| C. Tévez       | 11               | 5                | 1                | 1                | 4              | 2              | 0              | 0              | 15       | 7      | 1           | 1          |
| F. Tobio       | 13               | 0                | 2                | 0                | 3              | 0              | 0              | 0              | 16       | 0      | 2           | 0          |
| S. Vergini     | 27               | 0                | 4                | 0                | 3              | 0              | 1              | 0              | 30       | 0      | 5           | 0          |
| A. Werner      | 2                | -3               | 0                | 0                | 0              | 0              | 0              | 0              | 2        | -3     | 0           | 0          |
| F. Zuqui       | 14               | 0                | 2                | 0                | 2              | 0              | 0              | 0              | 16       | 0      | 2           | 0          |